# Campeonato Europeo de Escalada de 2017
El XII Campeonato Europeo de Escalada se celebró en dos sedes: las pruebas de dificultad y velocidad en Campitello di Fassa (Italia) entre el 30 de junio y el 1 de julio y las de bloques en Múnich (Alemania) entre el 18 y el 19 de agosto de 2017, bajo la organización de la Federación Internacional de Escalada Deportiva (IFSC), la Federación Italiana de Deportes de Escalada y la Federación Alemana de Deportes de Escalada.

## Medallistas

### Masculino
| Evento             | Oro                               | Plata                                  | Bronce                                   |
| ------------------ | --------------------------------- | -------------------------------------- | ---------------------------------------- |
| Dificultad (01.07) | Romain Desgranges Francia 49      | Adam Ondra · República Checa · 47+     | Jakob Schubert · Austria · 47+           |
| Velocidad (30.06)  | Marcin Dzieński · Polonia         | Danyl Boldyrev · Ucrania               | Stanislav Kokorin · Rusia                |
| Bloques (19.08)    | Jan Hojer · Alemania · 3T7 4b12   | Alexander Megos · Alemania · 3T11 3b11 | Anže Peharc Eslovenia 2T6 3b7            |
| Combinada (19.08)  | Jan Hojer · Alemania · 32,00 pts. | Jakob Schubert · Austria · 34,50 pts.  | Michael Piccolruaz · Italia · 48,00 pts. |

### Femenino
| Evento             | Oro                                 | Plata                                      | Bronce                           |
| ------------------ | ----------------------------------- | ------------------------------------------ | -------------------------------- |
| Dificultad (01.07) | Anak Verhoeven · Bélgica · 50       | Mina Markovič Eslovenia 35+                | Jessica Pilz · Austria · 35+     |
| Velocidad (30.06)  | Yuliya Kaplina · Rusia              | Anna Tsyganova · Rusia                     | Yelena Remizova · Rusia          |
| Bloques (19.08)    | Staša Gejo Serbia 4T6 4bB6 (0T 1b1) | Janja Garnbret Eslovenia 4T6 4bB6 (0T 1b2) | Petra Klingler · Suiza · 3T5 4b6 |
| Combinada (19.08)  | Janja Garnbret Eslovenia 60,00 pts. | Petra Klingler · Suiza · 84,00 pts.        | Staša Gejo Serbia 170,00 pts.    |

## Medallero
| Núm. | País            | Oro | Plata | Bronce | Total |
| ---- | --------------- | --- | ----- | ------ | ----- |
| 1    | Alemania        | 2   | 1     | 0      | 3     |
| 2    | Eslovenia       | 1   | 2     | 1      | 4     |
| 3    | Rusia           | 1   | 1     | 2      | 4     |
| 4    | Serbia          | 1   | 0     | 1      | 2     |
| 5    | Bélgica         | 1   | 0     | 0      | 1     |
| 5    | Francia         | 1   | 0     | 0      | 1     |
| 5    | Polonia         | 1   | 0     | 0      | 1     |
| 8    | Austria         | 0   | 1     | 2      | 3     |
| 9    | Suiza           | 0   | 1     | 1      | 2     |
| 10   | República Checa | 0   | 1     | 0      | 1     |
| 10   | Ucrania         | 0   | 1     | 0      | 1     |
| 12   | Italia          | 0   | 0     | 1      | 1     |
|      | TOTAL           | 8   | 8     | 8      | 24    |